# Joseph Girard
Joseph Girard (* 9. Oktober 1815 in Carouge; † 25. Juni 1890 in Nyon) war ein Schweizer Politiker und Richter. Von 1848 bis 1851 gehörte er dem Nationalrat an, 1853/54 dem Ständerat. Daneben war er Staatsrat des Kantons Genf.

## Biografie
Der Sohn eines Kaufmanns studierte ab 1835 Recht an der Genfer Akademie. Ab 1840 praktizierte er als Rechtsanwalt und machte sich mit seinen Plädoyers und radikalliberalen Ansichten einen Namen. Nach der liberalen Revolution von 1846 beschloss Girard, politisch aktiv zu werden. Er kandidierte im Oktober 1848 mit Erfolg bei den ersten Nationalratswahlen. Drei Jahre später trat er als Nationalrat zurück, da er in der Zwischenzeit zwei weitere Ämter angetreten hatte.
1850 war Girard in Grossen Rat des Kantons Genf gewählt worden, dieser wiederum wählte ihn 1851 in den Staatsrat. In der Regierung war er für die Ressorts Justiz und Polizei zuständig. Häufig kam es zu Auseinandersetzungen mit dem autoritär auftretenden James Fazy. Nach zwei Jahren trat Girard zurück und wurde Richter am Kassationsgericht. 1853/54 vertrat er den Kanton Genf im Ständerat. Grossrat blieb er zunächst bis 1854, von 1856 bis 1860 hatte er dieses Mandat erneut inne. Ab 1856 war Girard als Untersuchungsrichter tätig. 1873 musste er krankheitsbedingt zurücktreten und zog später nach Nyon. Sein gesamtes Erbe vermachte er seiner Heimatgemeinde Carouge, wo eine nach ihm benannte Strasse an ihn erinnert.